# Scottish Open 1963
Die Scottish Open 1963 waren die 44. Austragung dieser internationalen Meisterschaften von Schottland im Badminton. Sie fanden vom 18. bis zum 19. Januar 1963 in Glasgow statt.

## Finalresultate
| Disziplin    | Sieger                            | Finalist                      | Ergebnis          |
| ------------ | --------------------------------- | ----------------------------- | ----------------- |
| Herreneinzel | Robert McCoig                     | Tony Pears                    | 15–9, 15–9        |
| Dameneinzel  | Mary O’Sullivan                   | Yvonne Kelly                  | 10–12, 11–5, 11–6 |
| Herrendoppel | Robert McCoig Frank Shannon       | Mac Henderson Robert Fowlis   | 15–10, 15–7       |
| Damendoppel  | Mary O’Sullivan Yvonne Kelly      | Sue Peard Lena McAleese       | 15–7, 2–15, 15–11 |
| Mixed        | Mac Henderson Catherine Dunglison | Robert McCoig Mary O'Sullivan | 15–10, 4–15, 15–9 |